# Nahom Desale
Nahom Kalei Desale (3 december 1992) is een wielrenner uit Eritrea, die een aantal jaren reed voor BEAT Cycling Club.
In Eritrea gold Desale als een veelbelovend renner . In 2011 behaalde hij een vierde plaats op het Eritrees kampioenschap tijdrijden.
Desale kwam naar Nederland als vluchteling in april 2015. Hij pakte het wielrennen weer op, kwam uit voor de ploeg van wielervereniging Willebrord Wil Vooruit voordat hij in 2018 voor BEAT Cycling Club ging rijden. In 2021 stopte hij met de topsport. Tijdens de Tour van 2023 was hij te gast bij een uitzending van De Avondetappe. 

## Ploegen
- 2018 –  BEAT Cycling Club
- 2019 –  BEAT Cycling Club

Abraham · Desale · Havik · Livyns · Maas · Mengoulas · Nõmmela · Tietema · Van Dyck